# Velocipedidae
Die Velocipedidae sind eine Familie der Wanzen (Heteroptera) in der Teilordnung Cimicomorpha. Von ihnen sind zumindest 31 Arten in 3 Gattungen bekannt.

## Merkmale
Die eher kleinen Wanzen werden 6 bis 12,4 Millimeter lang und haben einen eher abgeflachten, ovalen bis breit-ovalen Körper. Sie sind braun bis schwärzlich gefärbt und meist matt. Sie sind häufig durch eine dichte und sehr feine Strukturierung ihrer Körperoberfläche mit einem schwach silbergrauen Schimmer versehen. Am Pronotum, Schildchen (Scutellum) und den Hemielytren mit Ausnahme der Membranen sind sie zahlreich, tief punktiert, wobei die Punktierungen in der Regel einen schwärzlichen oder schwarzbraunen Hof haben. Auf den Hemielytren sind diese Punktierungen teilweise in Reihen angeordnet, die der Flügeladerung folgen. Die Breite der Wanzen inklusive Hemielytren beträgt zumindest die halbe Länge des Körpers inklusive Hemielytren aber ohne Kopf. Der kegelförmige Kopf ist lang und nach vorne gerichtet. Die Facettenaugen treten hervor; Punktaugen (Ocelli) sind ausgebildet, fehlen jedoch bei den Nymphen. Die Fühler sind viergliedrig, wobei das zweite Glied am längsten ist und distal ein Büschel feiner Setae trägt. Das Rostrum ist sehr lang. Es ist viergliedrig, erscheint jedoch auf Grund des verkümmerten ersten Segments dreigliedrig. Das vorletzte Glied ist das längste. Das Pronotum ist trapezförmig und trägt einen gut entwickelten, nicht unterbrochenen Kragen. Bei den Hemielytren reicht der vordere Teil des Exocoriums in das breite Embolium. Die Membrane besitzt vier basale Zellen, von denen drei geschlossen sind und außerdem viele Längsadern, die vom distalen Bereich der Zellen entspringen. Die langen und schlanken Beine sind als Laufbeine ausgebildet und tragen mit Ausnahme von einigen wenigen kleinen Tuberkeln an den Schenkeln (Femora) der mittleren Beine bei Männchen der Gattung Costomedes keine Fortsätze. Den langen und schlanken Schienen (Tibien) fehlen die Fossulae spongiosae (spezialisierte haarige Strukturen, die dem Festhalten dienen). Die Tarsen sind dreigliedrig, wobei das erste Glied das kleinste ist. Die Prätarsen tragen einfache Klauen, die Parempodia sind fadenförmig. Der Metathorax trägt an beiden Seiten am Metasternum an der Grenze zwischen Sternum und Pleuron paarförmige Öffnungen von Duftdrüsen, deren Ablauf und Verdunstungsbereich am Metapleuron liegt. Das achte Hinterleibssegment der Männchen ist gut entwickelt, wobei die Pygophore und die Paramere symmetrisch sind. Der Genitalapparat der Weibchen ist vom lanzenförmigen Bau („laciniate type“).
Die Monophylie der Familie ist durch mehrere Synapomorphien begründet. Dazu zählen das stark erweiterte Exocoirum der Vorderflügel; Pronotum, Schildchen, Clavus und Corium, die stark punktiert sind; die Aderung der Membran der Hemielytren, die vier basale Zellen umfasst, von denen drei geschlossen sind; die einzigartigen „velocipediformen“ Fühler mit dem dritten und vierten geißelförmigen Segment und die einzigartige Form des Rostrums, das ein zurückgebildetes erstes und ein extrem langes drittes Segment sowie ein sehr kurzes viertes Segment aufweist.

## Vorkommen und Lebensraum
Die Familie ist in den Tropen der Alten Welt verbreitet. Die Wanzen kommen vom Osten Indiens und Nepal bis zu den Salomonen und vom Süden Chinas und dem Norden der Philippinen bis nach Java vor. Die Verbreitung wird jedoch durch die Wallace-Linie in zwei stark getrennte Bereiche geteilt. Der östliche Teil der Verbreitung (Gattung Costomedes) verläuft östlich von Luzon und Mindoro auf den Philippinen, könnte aber die übrigen Teile der Philippinen nicht umfassen, wo die Tiere (noch) nicht nachgewiesen werden konnten. Die östliche Verbreitung umfasst Seram, Neuguinea einschließlich Waigeo, Yapen und den Louisiade-Archipel, den Bismarck-Archipel und die Salomonen. Die Verbreitung ist (noch) nicht von den nördlichen Teilen Australiens bekannt. Der westliche Teil mit den Gattungen Scotomedes und Bloeteomedes umfasst den östlichen kontinentalen Teil von Asien, einschließlich Sikkim, den Süden Chinas, die Malaiischen Halbinsel, Sumatra, Java, Bali, Borneo und Luzon. Die westliche Verbreitung ist (noch) nicht in Hainan, den südlichen Philippinen, Halmahera, Buru, Sulawesi und den Kleinen Sundainseln östlich von Bali nachgewiesen.
Die vertikale Verbreitung ist offenbar je nach Art unterschiedlich, da die jeweiligen Arten unterschiedlichen Höhenstufen zugeordnet werden können, auch wenn durch den überwiegenden Nachweis durch Lichtfänge eine gewisse Fehlerquelle besteht, da Tiere von gewisser Distanz angelockt werden können. Vertreter der Familie kann man beispielsweise in Neuguinea vom Flachland bis in 2700 bis 2800 Meter Seehöhe finden.
Welche Lebensräume die Vertreter der Velocipedidae besiedeln ist kaum bekannt. Es scheint, dass sie Waldbewohner, insbesondere in größerer Höhe sind. Zumindest einzelne Funde sind von der Unterseite von verpilztem Totholz am Waldboden nachgewiesen. Die Körperoberseite der Wanzen ist häufig verschmutzt, wobei sich neben organischen Teilchen häufig (manchmal nur) ein Film einer getrockneten gelblich-weißen Substanz findet, bei der es sich möglicherweise um ein von den Tieren abgesondertes Sekret handelt. Die organischen Teilchen dienen vermutlich der Tarnung und könnten bei näherer Untersuchung einen Rückschluss auf die besiedelten Lebensräume geben. Aus all dem wird vermutet, dass die Wanzen im bzw. am Waldboden leben.

## Lebensweise
Über die Lebensweise der Familie ist fast nichts bekannt. Anhand des Baus der Mundwerkzeuge wird eine räuberische Lebensweise vermutet, wobei der langgestreckte Kopf und das sehr lange und ausstreckbare Rostrum eine bestimmte Anwendung dieser nahelegt. Der Bau des Kopfes ähnelt dem der Triatominae, die durch Federn und Fell hindurch Blut saugen. Das Fehlen der Fossulae spongiosae an den Schienen, die sonst bei fast allen räuberischen Wanzengruppen auftritt könnte bedeuten, dass die Vorderbeine beim Fang und/oder der Fixierung der Beute keine Rolle spielen. Der Bau könnte daher bedeuten, dass sich die Wanzen von tiefer liegender Nahrung oder Beute, etwa in Erde, Dung, Löchern, Totholz, Fell etc. ernähren. Beobachtungen dazu sind jedoch bisher nicht gemacht worden. Anhand der sonstigen Anatomie der Wanzen ist es offensichtlich, dass die Tiere gute Läufer und Flieger sind. Die meisten bekannten Exemplare, insbesondere die der Gattung Costomedes wurden am Licht gefangen.
Auffällig an vielen Arten ist, dass sie häufig eine große Zahl an phoretischen Milben von zumindest zwei Arten am Körper tragen. Dabei handelt es sich vermutlich um Deutonymphen von Arten der Milben-Kohorten Uropodina und Astigmatina. Dieses Merkmal ist bei dieser Wanzenfamilie so auffällig, dass eine Funktion bei ihrer Lebensweise vermutet wird. Dies wird auch dadurch bekräftigt, dass zumindest bei manchen Arten der Gattung Costomedes ein Zwischenraum zwischen dem hinteren Lobus des Pronotums und dem darunterliegenden Mesoscutum ausgebildet ist, wo sich die Milben häufig aufhalten. Dorthin können sie auf jeder Seite von jeder der Einbuchtungen für die Hüften (Coxen) durch einen engen Durchgang entlang dem ersten großen Stigma hinauf bis zu diesem Zwischenraum gelangen. Auch in den Durchgängen findet man die Milben häufig. Geht man davon aus, dass diese Körpermodifikationen eine Anpassung darstellen, könnte man eine Symbiose vermuten. Die Milben könnten den Wanzen in ihrem Lebensraum von Vorteil sein.

## Taxonomie und Systematik
Carl Stål beschrieb 1873 mit Scotomedes ater, die erste Art und Gattung (Scotomedes) der Gruppe, stellte sie aber in die Unterfamilie „Coriscina“ (Nabinae) der Familie der Sichelwanzen (Nabidae). 1891 folgte die Erstbeschreibung von Velocipeda prisca durch Ernst Evald Bergroth. Bergroth übersah offenbar die zuvor erfolgte Beschreibung von Stål, da er für die von ihm beschriebene neue Art und Gattung auch eine neue Unterfamilie, die Velocipedinae, beschrieb, die er zur Familie der Uferwanzen (Saldidae) stellte. 1903 beschrieb Breddin mit Velocipeda minor eine dritte Art. Die vierte Art, Godefridus alienus wurde von Distant im Jahr 1904 beschrieben und von ihm in Unkenntnis der bereits beschriebenen nahe verwandten Arten zunächst in die Unterfamilie Apiomerinae der Raubwanzen (Reduviidae) gestellt, später wurde die Gattung Godefridus jedoch mit  Velocipeda synonymisiert. Die fünfte Art wurde von Reuter 1908 als Velocipeda biguttulata beschrieben. Erst 1945 erkannte Blöte, dass Ståls Gattung Scotomedes ater und Velocipeda biguttulata Synonym waren und platzierte Scotomedes in die neue Unterfamilie Scotomedinae der Sichelwanzen. Die Gattung Bloeteomedes wurde schließlich von van Doesburg im Jahr 1970 erstbeschrieben. Die Vereinigung von Scotomedes, Velocipeda und Bloeteomedes in einer gemeinsamen Familie Velocipedidae erfolgte verhältnismäßig sehr spät. Schuh & Štys gingen in einer Arbeit von 1991 davon aus, dass die Familie sich bereits früher als die Sichelwanzen von den übrigen Cimicomorpha abspaltete und platzierten die Familie in ihrer eigenen Überfamilie Velocipedoidea.
Die Velocipedidae sind unzweifelhaft nahe mit den Sichelwanzen verwandt, weisen aber neben vielen Gemeinsamkeiten auch deutliche Unterschiede auf. So haben sie einen gut entwickelten Cuneus und bei den Männchen ein voll entwickeltes achtes Hinterleibssegment. Die Sichelwanzen sind aktive Räuber und der gesamte vordere Körper, wie etwa die Mundwerkzeuge und die ersten beiden Beinpaare sind daran angepasst. Diese Merkmale fehlen den Velocipedidae. Sollte die vermutete räuberische Lebensweise auch bei ihnen zutreffen, so handelt es sich allerdings eher um Lauerjäger. Man geht daher davon aus, dass die Velocipedidae sich nicht aus den Sichelwanzen entwickelten, sondern nur einen gemeinsamen Vorfahren hatten.
Die Familie besteht aus zwei deutlich verwandtschaftlich getrennten Gruppen, bei denen mehrere individuelle Merkmale ohne Ausnahme oder Übergänge unterschiedlich sind. Die erste, westliche Gruppe umfasst die beiden Gattungen Scotomedes und Bloeteomedes, die zweite, östliche Gruppe die Gattung Costomedes. Die erste Gruppe ist vermutlich auf Grund der Makrosetae am zweiten Fühlerglied und dem gelben Punkt vorne am Exocorium monophyletisch. Die Monophylie der zweiten Gruppe gründet sich auf den hinten verlängerten Cuneus, die bei den Männchen dornenbewährten Schenkel (Femora) der mittleren Beine, die fehlenden Setae an den Fühlern, den fehlenden Punkt am Exocorium und die hinten breite Pygophore. Daraus lässt sich für die Familie folgendes Kladogramm ableiten:
| westliche Gruppe | \| \| Scotomedes \| \| \| \| \| \| Bloeteomedes \| \| \| \| |
|                  | \| \| Scotomedes \| \| \| \| \| \| Bloeteomedes \| \| \| \| |
| östliche Gruppe  | Costomedes                                                  |
|                  | Costomedes                                                  |
|                  | Scotomedes                                                  |
|                  |                                                             |
|                  | Bloeteomedes                                                |
|                  |                                                             |

|  | Scotomedes   |
|  |              |
|  | Bloeteomedes |
|  |              |

Folgende Gattungen und Arten sind bisher bekannt:
- Gattung Scotomedes Stål, 1873
  - Scotomedes alienus (Distant, 1904)
  - Scotomedes ater Stål, 1873
  - Scotomedes biguttulata (Reuter, 1908)
  - Scotomedes distanti van Doesburg, 2004
  - Scotomedes doesburgi Ren, 2000
  - Scotomedes formosanus van Doesburg & Ishikawa 2008
  - Scotomedes gedehensis van Doesburg, 2004
  - Scotomedes guangxiensis Ren, 2000
  - Scotomedes huangi Ren, 2004
  - Scotomedes lemoulti van Doesburg, 2004
  - Scotomedes maai van Doesburg, 2004
  - Scotomedes minor (Breddin, 1903)
  - Scotomedes polis van Doesburg, 2004
  - Scotomedes priscus (Bergroth, 1891)
  - Scotomedes rudolfi van Doesburg, 2004
  - Scotomedes sumatrensis van Doesburg, 2004
  - Scotomedes thai van Doesburg, 2004
  - Scotomedes yunnanensis Ren, 2000

- Gattung Bloeteomedes van Doesburg, 1970
  - Bloeteomedes borneensis van Doesburg, 1970
  - Bloeteomedes sarawakensis van Doesburg, 1980

- Gattung Costomedes van Doesburg, 2004
  - Costomedes cheesmanae van Doesburg, 2004
  - Costomedes fakfakensis van Doesburg, 2004
  - Costomedes gazelle van Doesburg, 2004
  - Costomedes gressitti van Doesburg, 2004
  - Costomedes heissi van Doesburg, 2004
  - Costomedes hirsutus van Doesburg, 2004
  - Costomedes karimui van Doesburg, 2004
  - Costomedes morobensis van Doesburg, 2004
  - Costomedes sedlaceki van Doesburg, 2004
  - Costomedes solomonensis van Doesburg, 2004
  - Costomedes toxopeusi van Doesburg, 2004

## Belege